# Битва под Арбузовкой
Битва под Арбузовкой — сражение проходившее с 22 по 25 декабря 1942 года в долине Арбузовка (рядом с Чертково, Россия), между итальянскими и немецкими войсками и советскими войсками в рамках Сталинградской битвы.

## Котел
Во время отступления немецких частей и её сателлитов во время операции «Малый Сатурн» остатки 52-й моторизованной дивизии «Торино», отступающие в сторону Чертково, были отрезаны от 8-й армии и окружены 35-й гвардейской стрелковой дивизией Красной Армии в долине Арбузовка в 30 км к востоку от Чертково, где температура в зимний период часто снижалась до −50 ° С. Вместе с ними в котел попали 6000 солдат из 298-я немецкой пехотной дивизии и остатки 4-й дивизии чернорубашечников «3 января», включающая в себя остатки 63-го штурмового легиона чернорубашечников «Тальяменто» и 10-й легиона чернорубашечников «Монтебелло» под командованием полковника Антонио Галардо.

## Битва
Сражение длилось три дня, в течение которых итальянские и немецкие силы пытались прорвать оборону советских соединений и вырваться из окружения. Эти попытки, в том числе несколько штыковых атак итальянских частей, были отбиты с большими потерями для частей Оси, и ситуация стала настолько безнадежной, что итальянским полковым командирам было приказано сжечь флаги своих подразделений. Сильные холода, изнеможение и голод ещё больше ухудшили ситуацию, наряду с полное окружение сил в долине и плотного огня Советских войск.
Частей солдат Оси совершили самоубийства из отчаяния. Советские парламентеры три раза предлагали сдаться: в первых двух случаях предложение было отклонено, но многие итальянские солдаты в индивидуальном порядке согласились сложить оружие и были отправлены в лагеря для военнопленных. В третий раз, во время переговоров между советской и итальянской сторонами, военнослужащий из СС застрелил переговорщиков.
25 декабря 1942 года после серии ожесточенных атак, переходивших в рукопашные схватки остатки итальянских и немецких частей сумели пробиться через окружение и на следующий день добраться до Чертково. На поле боя осталось не менее 10000 убитых, 5000 раненных солдат Оси. В плен к советским войскам попало от 10000 до 15000 солдат. После этого сражения итальянские солдаты стали называть эту местность «Долиной смерти».